# 小行星980
小行星980（980 Anacostia）是一颗绕太阳运转的小行星，为主小行星带小行星。该小行星于1921年11月21日发现。
該小行星以美國華盛頓特區的歷史街區阿納卡斯蒂亞命名。

## 轨道参数
小行星980的轨道半长轴为2.7427757 UA，离心率为0.200。